# Споменик природе Извор минералне воде у селу Шаковица
Споменик природе „Извор минералне воде у селу Шаковица“ се налази на територији општине Подујево, на Косову и Метохији. За заштићено подручје је проглашена 1987. године, као споменик природе, на површини хектар и по.
Извор минералне воде у селу Шаковица је споменик природе хидролошког карактера.

## Решење - акт о оснивању
Решење о стављању под заштиту извора минералне воде у селу Шаковица бр. 02-06-283 - СО Подујево. Службени лист САПК бр. 14/88